# Új-Zéland éghajlata
Új-Zéland éghajlatát elsősorban az határozza meg, hogy a déli szélesség 34. és 47. foka között, a mérsékelt övben, a szubtrópusi övezettől a hűvös mérsékelt éghajlati zónáig elnyúlóan helyezkedik el, valamint minden oldalról széles tengerek veszik körül, aminek következtében óceáni hatás érvényesül. Emellett Új-Zéland területe csaknem egészében a nyugati szél áramlási zónájában helyezkedik el, amely a déli féltekén a 35. szélességi foktól a déli sarkkörig veszi körül a Földet. Az alapvető tényezőkön túl azonban a rendkívül változatos új-zélandi domborzat a helyi éghajlatban nagy különbségeket eredményez.

## Légáramlási rendszerek
A nyugati szelek övezetének uralkodó légköri képződményei azok a magas nyomású anticiklonok, amelyek egymást követve Ausztrália déli partjai felől a Tasman-tengeren át kelet felé mozognak. A magas nyomású légörvények állandóan változtatják helyüket nyugatról kelet felé, és általában hat-hét naponként követik egymást. Két anticiklon között egy alacsonyabb légnyomású „nyereg” vagy „teknő” van (angolul trough). Az anticiklonok területén viszonylag gyenge légáramlás tapasztalható, és derült, csendes időjárás uralkodik, a közbenső alacsony nyomású zónát viszont a változékony, szeles, esős idő jellemzi. Ezek időnként elmélyülhetnek és a szokásosnál még alacsonyabb nyomású légörvények, mérsékelt övi ciklonok alakulnak k, amik heves viharokkal járnak. Ezek az év minden szakában előfordulhatnak, de nyáron azonban trópusi eredetű légtömegek is bekapcsolódhatnak a ciklon örvénylésébe, és ezek főként az Északi-szigeten, viharos felhőszakadásokat okozhatnak. Az igazi trópusi ciklonok azonban általában nem érik el Új-Zélandot.

## Óceáni hatások
Az ország sziget-jellege miatt az ide érkező levegő a tengerek felett elveszti esetleges eredeti szélsőséges tulajdonságait. Az Ausztrália felől közeledő száraz légtömegek nedvességgel telítődnek, az Antarktisz felől fújó fagyos szél hűvösre mérséklődik. Az új-zélandi szigetek hőmérsékleti viszonyai a tenger mérséklő hatása miatt kiegyensúlyozottabbak, mint egyébként lehetnének. A hőmérséklet-ingadozás kicsi, bár általában hűvösebb van, mint a velük egy szélességen fekvő ausztráliai partokon vagy az északi féltekén. Wellington hasonló földrajzi szélességen fekszik, mint Róma, azonban az olasz főváros évi középhőmérséklete 15,7 °C, ezzel szemben az új-zélandié csak 12,4 °C.

## Domborzati hatások
Az éghajlatot, illetve az időjárás alakulását helyileg jelentősen befolyásolja a domborzat is. A jellemzően nyugatias szelek a Déli-sziget gerincén húzódó, helyenként 2000-3000 méter magas hegyvonulatokon elvesztik csapadékterhüket, így a hegyek nyugati oldala rendkívül csapadékos, az ellenkező oldalon viszont relatív száraz éghajlat uralkodik. A Déli-Alpokon átbukó szelek meleg főn-szélként érkeznek a Déli-sziget belsejébe, ahol nyáron nagy forróságot és aszályt okoznak. A Cook-szoros pedig nem csak tengeri csatorna, hanem a szelek átjáróháza is.

## Hőmérséklet
A tengerszintre számított évi középhőmérséklet az északkelet-délnyugati irányban hosszan elnyúló országban mindössze 4 °C maximális eltérést mutat. Északon az évi középhőmérséklet 14 °C, a Cook-szorosban 12 °C, míg délnyugaton 10 °C. A nyári, januári középhőmérséklet ezeken a helyeken a következőképpen alakul: 18, 16 és 14 °C; a téli júliusé 11, 8 és 5 °C.
A nyári maximumok 30 °C fölé emelkedhetnek, az eddig mért abszolút maximum a 42 °C volt (a Déli-sziget belsejében). Az Északi-sziget partvidékén nincs igazi tél, a hőmérséklet ritkán süllyed fagypont alá, a Déli-szigeten viszont előfordulnak −10 °C-os hidegek. Az abszolút minimumot is a Déli-szigeten, Otagóban mérték, ez −19 °C volt.

## Csapadék
Az egészében bőséges csapadék eloszlása a domborzati viszonyok miatt rendkívül egyenetlen. A Déli-szigeten a nyugati szeleknek kitett fjordokban évi 6–7000 mm csapadék hull, míg onnan alig 100-200 kilométerre a szél- és így esőárnyékos központi Otagóban az évi csapadék átlaga nem éri el a 400 millimétert. A legtöbb város éves csapadékmennyisége 620 mm (mint Christchurch) és 1317 mm (Whangarei) közé esik.
A csapadék éven belüli eloszlásában csak az Északi-sziget északi felében mutathatók ki különbségek az évszakok szerint: ott a téli hónapok csapadékátlaga kétszerese a nyári hónapokénak. Az Északi-szigeten a csapadékos napok száma évente 120–150, a Déli-szigeten általában 80-100, de a délnyugati fjordvidéken 180–220.
A csapadék zöme eső formájában hull. Az Északi-szigeten telente csak a 600 méternél magasabban fekvő hegyekben marad meg a hó, és csupán a Ruapehu 2500 méternél magasabb régiójában van örök hó. A Déli-szigeten a Déli-Alpokban nyáron körülbelül 2000 m magasságban húzódik a hóhatár.
A levegő relatív páratartalma a tengerpartokon átlagosan 70-80% körül mozog, míg a szigetek belsejében mintegy 10%-kal szárazabb a levegő. A Déli-Alpok szélárnyékos oldalán nyári főn esetén a levegő nedvességtartalma 10% alá is csökkenhet.
A napsütéses órák száma évi átlagban 2000 körül mozog, hasonlóan Magyarországhoz. A legtöbb napsütést a Déli-sziget északi partvidéke kapja, Nelson és Motueka városok környékén évi 2350 órán át süt a nap. A legkevesebb a napos órák száma a délnyugati fjordok vidékén (1500 óra).

## Rekordok
| Rekord                                 | Mértékegység         | Hely (régió)             | Dátum         |
| -------------------------------------- | -------------------- | ------------------------ | ------------- |
| Legmagasabb hőmérséklet                | 42,4 °C (108,3 °F)   | Rangiora (Canterbury)    | 1973-2-7      |
| Legalacsonyabb hőmérséklet             | −25,6 °C (−14,1 °F)  | Ranfurly (Otago)         | 1903-7-17     |
| Legtöbb eső egy óra alatt              | 134 mm (5,3 in)      | Cropp River (West Coast) | 2004-1-8      |
| Legtöbb eső 24 óra alatt               | 758 mm (29,8 in)     | Cropp River (West Coast) | 1989-12-27-28 |
| Legtöbb eső egy naptári évben          | 16 617 mm (654,2 in) | Cropp River (West Coast) | 1998          |
| Legkevesebb eső egy naptári évben      | 212 mm (8,3 in)      | Alexandra (Otago)        | 1964          |
| Legerősebb széllökés                   | 250 km/h (160 mph)   | Mount John (Canterbury)  | 1970-4-18     |
| Legtöbb napsütés egy hónap alatt       | 336 óra              | Nelson                   | 1934 december |
| Legtöbb napsütés egy naptári évben     | 2711 óra             | Nelson                   | 1931          |
| Legkevesebb napsütés egy hónap alatt   | 27 óra               | Taumarunui               | 2002 június   |
| Legkevesebb napsütés egy naptári évben | 1333 óra             | Invercargill             | 1983          |

## Az új-zélandi éghajlat történelmi alakulása
Az éghajlati adatok módszeres gyűjtése a szigetországban csak a 19. század végén kezdődött, bár a korábbi európai felfedezők is fontos megfigyeléseket rögzítettek.
A modern új-zélandi klímakutatás egyik fontos kérdése volt a kis jégkorszak itteni megjelenésének vizsgálata. A gleccserek történetének kutatása, a dendrológiai vizsgálatok és más módszerek arra az eredményre vezettek, hogy az északi féltekéhez hasonlóan Új-Zélandon is jelentős lehűlés volt a középkorban, de ez valamivel később jelentkezett, körülbelül 1450-től 1850-ig tartott. Ebben az időszakban az átlaghőmérsékletek 1,5–2 °C-kal maradtak el a korábbiaktól. Az új-zélandi kis jégkorszak jelentős mértékben magyarázhatja a maori társadalom változásait is ebben az időszakban, elsősorban a mezőgazdasági hozamok csökkenése, az élelmiszer-termelés nehézségei révén.

## Fordítás
- Ez a szócikk részben vagy egészben a Climate of New Zealand című angol Wikipédia-szócikk ezen változatának fordításán alapul.  Az eredeti cikk szerkesztőit annak laptörténete sorolja fel. Ez a jelzés csupán a megfogalmazás eredetét és a szerzői jogokat jelzi, nem szolgál a cikkben szereplő információk forrásmegjelöléseként.